# Доминик Санда
Доминик Санда (фр. Dominique Sanda; Париз, 11. март 1951) је француска глумица и манекенка. Остварила је низ запажених улога у значајним филмовима седамдесетих као што су Бертолучијев „Конформиста“ (1970) и Двадесети век (1976), де Сикин „Врт Финци-Континијевих“ (1970), Каванин „Изнад добра и зла“, Хјустонов „Човек из Аустралије“ (1973), и Хејнсов „Степски вук“ (1974).
За улогу у филму Наслеђе Ферамонтових (1976) добила је награду за најбољу глумицу на Канском фестивалу.
У својим шездесетим годинама и даље снима филмове попут Лепе недеље (2013) и Сен Лорана (2014)